# 斯普林瓦利 (加利福尼亞州埃爾多拉多縣)
斯普林瓦利（英語：Spring Valley）是位於美國加利福尼亞州埃爾多拉多縣的一個非建制地區。該地的面積和人口皆未知。

## 地理
斯普林瓦利的座標為38°46′46″N 120°31′4″W / 38.77944°N 120.51778°W，而該地的平均海拔高度為1152米（即3779英尺）。